# Konrad Laimer
Konrad Laimer (27 mei 1997) is een Oostenrijks voetballer die doorgaans als rechtermiddenvelder speelt. Hij verruilde in 2023 RB Leipzig voor Bayern München. Laimer debuteerde in 2019 in het Oostenrijks voetbalelftal.

## Clubcarrière

### FC Liefering
Laimer is afkomstig uit de jeugdacademie van Red Bull Salzburg. Op 2 mei 2014 debuteerde hij voor FC Liefering – de satellietclub van Salzburg – in de Erste Liga tegen SV Horn. Hij speelde tot 2016 negentien wedstrijden voor FC Liefering voor hij definitief doorbrak in het eerste elftal.

### Red Bull Salzburg
Op 28 september 2014 debuteerde de middenvelder in het shirt van Red Bull Salzburg in de Oostenrijkse Bundesliga in het uitduel tegen Rapid Wien. Op 9 november 2014 kreeg Laimer zijn eerste basisplaats, uit tegen SC Rheindorf Altach. In het seizoen 2014/15 en 2015/16 speelde hij afwisselend voor Red Bull Salzburg en FC Liefering. Op 20 april 2016 scoorde Laimer in de halve finale van de ÖFB Cup tegen FK Austria Wien zijn eerste twee doelpunten in het profvoetbal en voor Red Bull Salzburg. Drie dagen later scoorde hij ook in de competitie tegen SC Rheindorf Altach. Op 19 mei stond hij in de finale van de beker tegen FC Admira Wacker Mödling. Red Bull Salzburg won met 5-0 en Laimer was met een goal en een assist belangrijk voor de overwinning.
In het seizoen 2016/17 brak hij definitief door bij Red Bull Salzburg. Hij kwam tot 43 wedstrijden en vier goals. Het was zijn laatste seizoen voor Red Bull Salzburg, waarvoor hij tot 77 wedstrijden en acht doelpunten kwam.

### RB Leipzig
In de zomer van 2017 nam RB Leipzig over en bood Laimer een contract aan tot de zomer van 2021. Op 13 augustus maakte Laimer zijn debuut voor Leipzig in de bekerwedstrijd tegen Sportfreunde Dorfmerkingen. Een week later maakte hij tegen FC Schalke 04 ook zijn debuut in de Bundesliga. Laimer kwam in zijn eerste seizoen tot 29 wedstrijden, vooral als rechtsback.
Op 20 september 2018 was hij in de UEFA Champions League tegen zijn oude club Red Bull Salzburg goed voor zijn eerste doelpunt voor RB Leipzig, dat met 2-3 verloor. Op 27 januari 2019 was hij goed voor een goal en een assist tegen Fortuna Düsseldorf. Op 25 mei viel Laimer in tijdens de met 3-0 verloren bekerfinale tegen FC Bayern München. In zijn derde seizoen bij Leipzig werd Laimer belangrijker, met vier goals en zeven assists in 42 wedstrijden. Bovendien bereikte het de halve finale van de Champions League, waarin het verloor van Paris Saint-Germain FC. Laimer miste een groot deel van het seizoen 2020/21 door een botoedeem: hij speelde slechts vier wedstrijden, waarvan eentje de met 4-1 verloren bekerfinale tegen Borussia Dortmund betrof.
In het seizoen 2021/22 was derde keer scheepsrecht voor Laimer en RB Leipzig: op 21 mei 2022 werd de bekerfinale met SC Freiburg na strafschoppen gewonnen. In zijn laatste seizoen bij Leipzig speelde Laimer 29 wedstrijden. In zes seizoenen voor RB Leipzig kwam hij tot 190 wedstrijden, waarin hij goed was voor vijftien goals en negentien assists.

### Bayern München
Op 9 juni 2023 maakte FC Bayern München bekend dat het Laimer transfervrij had overgenomen van RB Leipzig. Hij tekende een contract voor vier seizoenen tot de zomer van 2027. Hij maakte op 12 augustus tegen zijn oude club RB Leipzig zijn debuut, maar verloor met 0-3. Op 26 september scoorde hij in de beker tegen SC Preußen Münster zijn eerste doelpunt voor Bayern.

## Clubstatistieken
| Seizoen         | Club              | Competitie      | Competitie | Competitie | Beker | Beker | Internationaal | Internationaal | Totaal | Totaal |
| Seizoen         | Club              | Competitie      | Wed.       | Dlp.       | Wed.  | Dlp.  | Wed.           | Dlp.           | Wed.   | Dlp.   |
| --------------- | ----------------- | --------------- | ---------- | ---------- | ----- | ----- | -------------- | -------------- | ------ | ------ |
| 2013/14         | FC Liefering      | 2. Liga         | 3          | 0          | 0     | 0     | 0              | 0              | 3      | 0      |
| 2014/15         | FC Liefering      | 2. Liga         | 8          | 0          | 0     | 0     | 0              | 0              | 8      | 0      |
| 2014/15         | Red Bull Salzburg | Bundesliga      | 8          | 0          | 2     | 0     | 3              | 0              | 13     | 0      |
| 2015/16         | FC Liefering      | 2. Liga         | 8          | 0          | 0     | 0     | 0              | 0              | 8      | 0      |
| 2015/16         | Red Bull Salzburg | Bundesliga      | 18         | 1          | 3     | 3     | 0              | 0              | 21     | 4      |
| 2016/17         | Red Bull Salzburg | Bundesliga      | 31         | 3          | 2     | 1     | 10             | 0              | 43     | 4      |
| 2017/18         | RB Leipzig        | Bundesliga      | 22         | 0          | 2     | 0     | 5              | 0              | 29     | 0      |
| 2018/19         | RB Leipzig        | Bundesliga      | 29         | 1          | 6     | 0     | 8              | 1              | 43     | 2      |
| 2019/20         | RB Leipzig        | Bundesliga      | 29         | 2          | 3     | 1     | 10             | 1              | 42     | 4      |
| 2020/21         | RB Leipzig        | Bundesliga      | 3          | 0          | 1     | 0     | 0              | 0              | 4      | 0      |
| 2021/22         | RB Leipzig        | Bundesliga      | 26         | 4          | 5     | 1     | 12             | 0              | 43     | 5      |
| 2022/23         | RB Leipzig        | Bundesliga      | 21         | 3          | 5     | 1     | 3              | 0              | 29     | 4      |
| 2023/24         | Bayern München    | Bundesliga      | 23         | 0          | 3     | 1     | 7              | 0              | 33     | 1      |
| Carrière totaal | Carrière totaal   | Carrière totaal | 229        | 14         | 32    | 8     | 58             | 2              | 319    | 24     |

Bijgewerkt t/m 3 april 2024.

## Interlandcarrière
Laimer kwam uit voor verschillende Oostenrijkse nationale jeugdselecties. Hij nam met Oostenrijk –19 deel aan het EK –19 van 2014 en met Oostenrijk –20 aan het WK –20 van 2015. Laimer debuteerde op 7 juni 2019 in het Oostenrijks voetbalelftal, in een met 1–0 gewonnen EK-kwalificatiewedstrijd tegen Slovenië. Hij maakte op 6 september 2019 zijn eerste interlanddoelpunt. Hij zette Oostenrijk toen op 5–0 in een met 6–0 gewonnen EK-kwalificatiewedstrijd tegen Letland.
Laimer werd op 7 juni 2024 door bondscoach Ralf Rangnick opgenomen in de Oostenrijkse selectie voor het EK 2024 in Duitsland. Oostenrijk werd groepswinnaar in een groep met Frankrijk, Nederland en Polen en werd in de achtste finales uitgeschakeld met een 1–2 nederlaag tegen Turkije. Laimer kwam op het toernooi in alle wedstrijden in actie.

## Erelijst
| Competitie           | Aantal            | Jaren                     |
| Red Bull Salzburg    | Red Bull Salzburg | Red Bull Salzburg         |
| -------------------- | ----------------- | ------------------------- |
| Kampioen Bundesliga  | 3x                | 2014/15, 2015/16, 2016/17 |
| Beker van Oostenrijk | 3x                | 2014/15, 2015/16, 2016/17 |
| RB Leipzig           |                   |                           |
| DFB-Pokal            | 2x                | 2021/22, 2022/23          |